# Naemosphaera acerina
Naemosphaera acerina är en svampart som först beskrevs av Peck, och fick sitt nu gällande namn av Franz Xaver von Höhnel 1916. Naemosphaera acerina ingår i släktet Naemosphaera, divisionen sporsäcksvampar och riket svampar.   Inga underarter finns listade i Catalogue of Life.